# Khoobsurat (film, 2014)
Pour les articles homonymes, voir Khoobsurat.
Pour plus de détails, voir Fiche technique et Distribution.
Khoobsurat  (anglais : Beautiful) est un film indien de Bollywood réalisé par Shashanka Ghosh, sorti en salles en 2014.
Ce film est un remake du film Khubsoorat (1980) réalisé par Hrishikesh Mukherjee avec Rekha à l'affiche et marque l'entrée dans le cinéma Hindi de la star Pakistanaise Fawad Khan.

## Synopsis
Mili Chakravarty (Sonam Kapoor) est une kinésithérapeute talentueuse et délurée qui a déjà soigné de grands joueurs de cricket. Un collègue lui propose de s'occuper d’un roi du Rajasthan et de s’installer pendant toute la durée du traitement dans son palais à Sambhalgarh. Le roi Shekhar Rathore n’est pourtant pas un patient facile : peu investi dans sa guérison, il a déjà renvoyé des dizaines de kinés avant elle. D’autre part, sa famille dirigée par la reine Nirmala (Ratna Pathak), rigide et conservatrice, a un mode de vie très éloigné de l’exubérante et franche Mili. Pourtant, la jeune femme accepte l’offre à la grande joie de sa mère (Kirron Kher) qui la verrait bien mariée à un prince. Et justement, le roi Shekhar a un fils, le beau mais distant Prince Vikram (Fawad Afzal Khan) qui est déjà fiancé à une autre et obsédé par la gestion des affaires de sa famille. A priori, rien n’incite Mili à rester dans cet environnement qui lui correspond si peu mais armée d’une détermination et d’une énergie sans faille, elle est bien décidée à venir à bout des résistances de son patient… tout en gagnant l’amitié de son fils dont elle se rapproche doucement.

## Fiche technique
- Titre : Khoobsurat
- Réalisation : Shashanka Ghosh
- Scénario : Indira Bisht
- Production : Walt Disney Pictures, UTV Motion Pictures et Anil Kapoor Films
- Distribution : Walt Disney Studios Distribution et UTV Motion Pictures
- Musique composée par : Sneha Khanwalkar, Badshah et Amaal Mallik
- Chorégraphie : Firoz Khan et Karishma Chavan
- Photographie : Tushar Kanti Ray
- Budget : 12 crores
- Langue : Hindi

## Distribution
- Sonam Kapoor : Dr Mrinalini « Milli » Chakravarty
- Fawad Khan : Vikram Singh Rathore
- Kiron Kher : Manju Chakravarty
- Ratna Pathak : Nirmala Devi Rathore
- Aamir Raza Hussain : Shekhar Singh Rathore
- Aditi Rao Hydari : Kiara
- Ashok Banthia : Ram Sevak
- Cyrus Sahukar : Nausher Bandookwala
- Yashwant Singh : Maharaj Suraj Mann Singh
- Simran Jehani : Divya Rathore

## Musique
La musique a été composée par Sneha Khanwalkar, Badshah et Amaal Mallik.
1. Engine Ki Seeti

Musique: Sneha Khanwalkar

Parolier : Ikram Rajasthani

Interprète : Resmi Sateesh, Sunidhi Chauhan
2. Abhi Toh Party Shuru Hui Ha

Musique: Badshah

Parolier : Badshah

Parolier: Aastha, Badshah
3. Baal Khade

Musique : Sneha Khanwalkar

Parolier: Sunil Choudhary

Parolier : Sunidhi Chauhan
4. Preet

Musique : Sneha Khanwalkar

Parolier : Amitabh Verma

Parolier: Jasleen Kaur Royal
5. Maa Ka Phone

Musique : Sneha Khanwalkar

Parolier: Sneha Khanwalkar, Amitabh Verma

Parolier : Mauli Dave, Priya Panchal
6. Naina

Musique : Amaal Mallik

Parolier : Rakesh Kumar (Kumaar)

Interprète : Amaal Mallik, Sona Mohapatra

## Production
La version de 1980 s'orthographie Khubsoorat et celle de 2014 Khoobsurat.